# Fondo de Cultura Económica
El Fondo de Cultura Económica (FCE, o simplemente “el Fondo”) es un grupo editorial en lengua española, fundado y asentado en México, con presencia en todo el orbe hispanoamericano, sin fines de lucro y sostenido parcialmente por el Estado.

## Trayectoria
Fue fundado en 1934 por Daniel Cosío Villegas y Manuel Gómez Morín con el propósito original de proveer de libros en español a los estudiantes de la Escuela Nacional de Economía; y financiado por varios empresarios como Martin Oyamburu Arce, Guillermo Jenkins, Pablo Diez entre otros (se anexa lista) muy pronto extendió su labor editorial a otras ciencias sociales: las humanidades, la literatura (sobre todo la escrita en español), la divulgación de la ciencia y los libros para niños y jóvenes. El adjetivo económica en su nombre no proviene del bajo precio de venta de sus libros, por lo demás, un propósito permanente, sino del mencionado objetivo inicial de editar obras sobre economía. 
El Fondo ha publicado más de 10 000 obras, de las cuales cerca de 5000 se mantienen en circulación, y cuenta con un catálogo electrónico de más de 1300 títulos. Sus libros han formado a generaciones de lectores latinoamericanos, cuenta en su catálogo con 65 premios Nobel; 33 Premios Cervantes, 29 Príncipe y Princesa de Asturias y más de 140 galardonados con el de Ciencias y Artes. 
El gobierno mexicano contribuye con recursos para sufragar parte de los costos de producción, lo que permite que los libros sean comparativamente más asequibles.
El Fondo cuenta con una cadena de 27 librerías en México, en ciudades como Aguascalientes, Apatzingán, la Ciudad de México, Ciudad Nezahualcóyotl, Colima, Durango, Guadalajara, León, Monterrey, Morelia, Saltillo y Tuxtla Gutiérrez. Durante el 2016 abrió librerías en Villahermosa y Toluca. 
El Grupo Fondo de Cultura Económica tiene 8 filiales en el extranjero: Argentina, Chile, Colombia, Ecuador, España, Estados Unidos, Guatemala y Perú, desde las cuales se atiende a la población hispanohablante del Norte, Centro, Suramérica y el Caribe.
Edita tres publicaciones periódicas: El Trimestre Económico, fundada pocos meses antes que el propio Fondo; La Gaceta, fundada en 1954, y Diánoia (en coedición con el Instituto de Investigaciones Filosóficas de la UNAM), en circulación desde 1955.
Convoca anual o bienalmente a premios y concursos dirigidos a autores, ilustradores y lectores: el Concurso Leamos La Ciencia para Todos, el Concurso de Álbum Ilustrado A la Orilla del Viento, el Premio Hispanoamericano de Poesía para Niños (junto con la Fundación para las Letras Mexicanas), el Premio Internacional de Divulgación de la Ciencia Ruy Pérez Tamayo y el Concurso Iberoamericano de Ensayo para Jóvenes.
En 1989, en reconocimiento a su labor en los países de habla hispana, recibió el Premio Príncipe de Asturias de Comunicación y Humanidades. En 1987, La Gaceta ganó el Premio Nacional de Periodismo de México.

## Historia del FCE
En sus 90 años de historia, el Fondo de Cultura Económica ha sido partícipe y protagonista del sistema de educación superior y de los movimientos culturales y literarios de México e Hispanoamérica a través de sus autores, sus editores y sus traductores. Entre quienes han protagonizado la historia del Fondo se encuentran personalidades como:
1929 Aparece la revista Economía, patrocinada por la Asociación de Banqueros y fuertes empresarios como Martin Oyamburu, Pablo Diez, Guillermo Jenkins y dirigida en su primer año por Miguel Palacios Macedo y en el segundo por Daniel Cosío Villegas. Ese mismo año se funda la sección de estudios económicos (precursora de la Escuela Nacional de Economía) en la Facultad de Jurisprudencia de la Universidad Nacional de México.
1931 Cosío Villegas propone a las editoriales Aguilar y Espasa-Calpe la publicación de obras de economía (presenta un documento con 50 títulos bien clasificados), a lo que ambas se niegan, la segunda en buena medida por el rechazo de José Ortega y Gasset.
1934 En abril sale a la luz el primer número de El Trimestre Económico, revista académica dirigida conjuntamente por Cosío Villegas y Eduardo Villaseñor con el propósito de ofrecer traducciones y artículos originales; es patrocinada por Alberto Misrachi. El 3 de septiembre se constituye el fideicomiso Fondo de Cultura Económica en el Banco Nacional Hipotecario Urbano y de Obras Públicas (BNHUOP), con 22 mil pesos (5 mil provenientes de la Secretaría de Hacienda y Crédito Público; 10 mil del Banco de México; 4 mil del BNHUOP; 2 mil del Banco Nacional de Crédito Agrícola y Ganadero; y mil del Banco Nacional de México), cuyo fin «será publicar obras de economistas mexicanos y extranjeros y celebrar arreglos con editores y libreros para adquirir de ellos y vender obras sobre problemas económicos cuya difusión se considere útil». 
Al constituirse el FCE, se establece una Junta de Gobierno, a la que pertenecen Manuel Gómez Morin, Gonzalo Robles Fernández, Adolfo Prieto, Daniel Cosío Villegas, Eduardo Villaseñor y Emigdio Martínez Adame. Se instala en unas pequeñas oficinas del propio BNHUOP, en la calle Madero número 32, en el centro de la Ciudad de México. Empieza a trabajar en la casa editorial el editor y tipógrafo José C. Vázquez.
1935 Aparecen los primeros títulos del FCE: El dólar plata de William P. Shea y Karl Marx de Harold J. Laski, en traducciones de los reconocidos escritores Salvador Novo y Antonio Castro Leal, respectivamente. En ambas obras aparece ya el logotipo de la editorial, diseñado por Francisco Díaz de León (se suele atribuir ese diseño a José Moreno Villa). Gómez Morin y Prieto son remplazados en la Junta de Gobierno por Jesús Silva Herzog y Enrique Sarro.
1937 Se nombra formalmente como primer director a Daniel Cosío Villegas. El FCE comienza a editar El Trimestre Económico. 
1938 Se crea la Casa de España en México, que después sería El Colegio de México. Empieza la trayectoria de colaboración y coediciones entre este centro de estudios y el FCE (hoy con sedes vecinas en Ciudad de México).
1939 Aparecen los primeros libros de historia del FCE. A partir de este año, el FCE recibe en su Departamento Técnico a diversos refugiados del exilio republicano español, quienes se desempeñan como asesores, editores, traductores y formadores, cooperación que se prolongará por generaciones; entre ellos se cuentan José Gaos, Ramón Iglesia, José Medina Echavarría, Eugenio Ímaz, Manuel Pedroso, Javier Márquez Blasco (1909-1987), Sindulfo de la Fuente (1886-1956), Luis Alaminos Peña (1902-1955), Vicente Herrero, Joaquín Díez-Canedo y Francisco Giner de los Ríos. En agosto se inicia la publicación de Noticiero Bibliográfico.
1940 El FCE muda su sede a la calle de Pánuco número 63, sede que comparte con la Casa de España. Se lanza la colección «Tezontle».
1941 Se publica el primer Catálogo general.
1942 Surge la colección de Filosofía, que contó en su primer momento con la asesoría de José Gaos, Eugenio Ímaz y Eduardo García Máynez. Su primer título es Paideia: los ideales de la cultura griega, de Werner Wilhelm Jaeger. Joaquín Díez-Canedo se incorpora al Departamento Técnico. Arranca la colección Antropología, bajo la dirección de Alfonso Caso y Daniel Rubín de la Borbolla. 
1943 Desde febrero, el Banco de México es el fiduciario del FCE.
1944 Se publican los primeros volúmenes de la colección «Tierra Firme».
1945 Se inaugura la filial en Buenos Aires, dirigida por Arnaldo Orfila Reynal. Se publica el segundo Catálogo general.
1946 A petición de Cosío Villegas, Pedro Henríquez Ureña propone un plan para crear la colección «Biblioteca Americana». Se incorporan al Departamento Técnico del FCE dos importantes autores mexicanos: Antonio Alatorre y Juan José Arreola.
1947' Aparece el Popol Vuh, en traducción de Adrián Recinos y el primer título de la colección «Biblioteca Americana», creada por Henríquez Ureña.
1948 Cosío Villegas deja la dirección del FCE y la asume Arnaldo Orfila Reynal, en principio con carácter interino. Se inicia la publicación de «Breviarios» y de la segunda época del Noticiero Bibliográfico.
1950 Se echa a andar la colección «Lengua y Estudios Literarios», bajo la dirección de Raimundo Lida.
1951 Entre este año y 1957 se publican en el FCE por primera vez las Obras completas de Sor Juana Inés de la Cruz, en edición de Alfonso Méndez Plancarte.
1952 Con Obra poética de Alfonso Reyes se inicia la colección «Letras Mexicanas», enfocada a la difusión de la literatura de México.
1954 Se inaugura la segunda filial en Santiago de Chile. Al alcanzar su vigésimo aniversario, el FCE se traslada a su propio edificio en Av. Universidad 975, esquina con Parroquia, en Ciudad de México. El 10 de septiembre, el presidente de la República, Adolfo Ruiz Cortines, inaugura la nueva sede. Ese mismo año se lanza La Gaceta del Fondo de Cultura Económica.
1955 Se inicia la publicación de las Obras completas de Alfonso Reyes y de la revista Diánoia, dirigida por Eduardo Nicol. Se publica la primera edición de Pedro Páramo de Juan Rulfo.
1956 Se lanza la colección «Vida y Pensamiento de México» con las publicaciones de Ki: El drama de un pueblo y una planta de Fernando Benítez, y Las palabras perdidas de Mauricio Magdaleno.
1958 Se comienzan a editar las Obras completas de Mariano Azuela. Aparece la novela de Carlos Fuentes La región más transparente.
1959 Se imprime la primera edición, con sello del Fondo, del clásico de Octavio Paz El laberinto de la soledad.  Nace la Colección «Popular» con la reedición de El llano en llamas de Juan Rulfo, aparecido en «Letras Mexicanas» en 1953.
1961 Abre la tercera filial internacional en Lima, Perú.
1962 Joaquín Díez-Canedo deja el Fondo para crear la editorial Joaquín Mortiz, donde pone en práctica los años de aprendizaje en el Departamento Técnico.
1963 Se inaugura la cuarta filial en Madrid, España; la dirige Javier Pradera. Se inicia la publicación del Teatro completo de Rodolfo Usigli.
1965 En noviembre, Arnaldo Orfila Reynal deja la dirección del Fondo tras una controversia promovida desde el gobierno del presidente Díaz Ordaz por la publicación de obras como Los hijos de Sánchez de Oscar Lewis y Escucha Yanqui de Charles Wright Mills. Se nombra director general a Salvador Azuela. Orfila funda Siglo XXI Editores.
1970 En diciembre, Salvador Azuela deja la dirección del Fondo y se nombra en su lugar a Antonio Carrillo Flores.
1971 En el primer bimestre aparece el primer número de la «Nueva Época» de La Gaceta del Fondo de Cultura Económica, dirigida por Jaime García Terrés.
1972 Se publica un nuevo catálogo general, al cuidado de Alí Chumacero. Se abre una librería más en Ciudad de México. A las representaciones se agrega Puerto Rico. Carrillo Flores deja la dirección del Fondo y en octubre se nombra en el cargo a Francisco Javier Alejo.
1974 Se inaugura la filial en Caracas, Venezuela. Se abre una librería más en el área metropolitana de la Ciudad de México y cuatro más en el interior de la República Mexicana. Guillermo Ramírez Hernández es designado director adjunto en diciembre.
1975 Se funda la filial de Bogotá, Colombia, con el fin de importar obras del FCE y funcionar como una comercializadora. Se lanza la revisa El Trimestre Político, de la que sólo aparecen cinco números.
1976 Alejo y Ramírez dejan la dirección y la dirección adjunta; en diciembre se nombra director general a José Luis Martínez.
1982 Jaime García Terrés sustituye a José Luis Martínez en la dirección del Fondo. Se publica el ensayo de Octavio Paz Sor Juana Inés de la Cruz o las trampas de la fe.
1983 Aparece la colección «Lecturas Mexicanas», en coedición con la Secretaría de Educación Pública de México.
1984 Como celebración por los 50 años de la casa editorial, se publica Libro conmemorativo del primer medio siglo.
1986 Arranca la colección «La Ciencia desde México» (que en 1997 cambiaría su nombre a «La Ciencia para Todos»).
1988 Toma posesión como nuevo director Enrique González Pedrero.
1990 El expresidente mexicano Miguel de la Madrid releva a González Pedrero en la Dirección General del Fondo. Inicia actividades la filial de Estados Unidos, en San Diego, California.
1991 Se funda la filial en São Paulo, Brasil. Aparece el primer título de literatura infantil y juvenil en la colección «A la Orilla del Viento»: El pozo de los ratones y otros cuentos al calor del fogón de Pascuala Corona.
1992 Se inaugura el nuevo edificio de la casa matriz del Fondo en la carretera Picacho-Ajusco, diseñado por el arquitecto Teodoro González de León.
1993 Se comienzan a publicar las Obras Completas de Octavio Paz (Nobel de Literatura en 1990) que habrán de ocupar 15 volúmenes.
1994 Para conmemorar el sexagésimo aniversario del FCE se publican el tercer Catálogo histórico y la obra de Víctor Díaz Arciniegas Historia de la casa. Fondo de Cultura Económica (1934-1994).
1995 Para cubrir el mercado de Centroamérica y el Caribe se funda la novena filial en Guatemala.
2000 Miguel de la Madrid termina su periodo al frente del FCE y en diciembre es nombrado Gonzalo Celorio como director. Se abre una librería en las instalaciones del Instituto Politécnico Nacional. En julio se reinaugura por remodelación la librería Daniel Cosío Villegas
2002 Toma posesión Consuelo Sáizar Guerrero como directora. La Gaceta puede leerse en línea.
2003 Se crean colecciones como «Obras Reunidas», cuyo primer título es el tomo I de las dedicadas a Sergio Pitol, y «Libros sobre Libros», que publica obras para los profesionales de la edición. Se abren las librerías Ricardo Pozas en Querétaro; Efraín Huerta en León; y Luis González y González, en Morelia; en el área metropolitana de la Ciudad de México se inaugura la librería Trinidad Martínez Tarragó dentro del Centro de Investigación y Docencia Económicas (CIDE).
2004 Se celebran los 70 años de la creación del FCE con la «Colección Conmemorativa» destinada a revivir libros clásicos de la editorial. Se rediseñan las colecciones emblemáticas del Fondo y se encarga a Juan Pablo Rulfo el redibujo del logotipo de la editorial.
2005 En octubre, con la cuarta reimpresión de la tercera edición en la Colección Popular de El laberinto de la soledad, Posdata y Vuelta a “El laberinto de la soledad”, de Octavio Paz, el Fondo imprime el ejemplar número 100 millones desde su fundación.
2006 Se inaugura el Centro Cultural Bella Época en Ciudad de México, que alberga la librería Rosario Castellanos, la galería Luis Cardoza y Aragón y el cine Lido.
2007 Se publica el primer título de la colección «Poesía»: Palabras en reposo, de Alí Chumacero, serie creada con la intención de dar visibilidad a este género literario.
2008 Se inaugura un nuevo edificio para albergar la filial en Colombia, el Centro Cultural Gabriel García Márquez en el centro histórico de Bogotá. El edificio es la última obra del arquitecto colombiano Rogelio Salmona. Se pone en marcha la digitalización del catálogo histórico del Fondo.
2009 En marzo toma posesión como director Joaquín Díez-Canedo Flores. Con motivo del 75 aniversario de la casa, en septiembre se lleva a cabo el Congreso Internacional del Mundo del Libro. Sale a la luz la cuarta edición de Tarde o temprano (Poemas 1958-2009) de José Emilio Pacheco en la colección «Poesía».
2010 Dentro del marco de los festejos del bicentenario de la independencia y del centenario de la Revolución mexicana, se publican títulos como la nueva edición de las Obras completas de Martín Luis Guzmán y los siete volúmenes de Historia crítica de las modernizaciones de México, en coedición con el CIDE, y se incorpora al catálogo La Revolución mexicana de Alan Knight. Se organiza la primera Feria del Libro Independiente en la Librería Rosario Castellanos. En diciembre, el Fondo comienza a vender libros electrónicos en formato ePub. Se inaugura la librería Edmundo O´Gorman en las instalaciones del Archivo General de la Nación.
2011 Se publica Poesía reunida de Juan Gelman y una edición facsimilar de los 17 clásicos publicados por José Vasconcelos en los años veinte del siglo XX. Se publica el primer título de la colección «Umbrales», dirigida por Claudio Lomnitiz y Fernando Escalante Gonzalbo. El catálogo de libros electrónicos del FCE supera los 100 títulos. Se publica la app basada en el Animalario universal del profesor Revillod. En febrero se abre la librería José María Luis Mora en el barrio de Mixcoac, en Ciudad de México y, en noviembre, la librería Miguel de la Madrid en la Casa de Cultura de Colima.
2012 Se publica una app para el libro infantil Es así de Paloma Valdivia.
2013 En enero, José Carreño Carlón toma posesión como director general. Se inaugura la librería José Revueltas en Durango. Se publica La Gaceta en formato para iPad.
2014 El Fondo celebra 80 años de existencia con el Festival el Libro y sus Lectores, en el que se realiza la Feria del Libro Latinoamericano, el Coloquio “Los libros que hacen crecer a los niños” y el Seminario Internacional “El libro electrónico y sus lectores”, el Carnaval «A la Orilla del Viento» y el Encuentro de BookTubers. Se relanza la colección «Breviarios» y se crea la colección «Comunicación». Se publican nuevas ediciones de las Obras completas de Octavio Paz, Poesía completa de Efraín Huerta y Los errores de José Revueltas, dentro de los festejos por los centenarios de estos tres escritores mexicanos. 
Se publica El capital en el siglo XXI de Thomas Piketty. Se alcanza la cifra de mil títulos electrónicos a la venta y se publica la app para iOS y Android Archivo abierto: ochenta años del FCE. Se inauguran las librerías Guillermo Tovar de Teresa en Ciudad de México y José Emilio Pacheco en Tuxtla Gutiérrez dentro del Centro Cultural Universitario Balún Canán. Se cierra la librería Ricardo Pozas en Querétaro, para ser sustituida en 2016 por la Hugo Gutiérrez Vega en asociación con la Universidad Autónoma de Querétaro.
2015 Tras veinte años de no abrir ninguna filial en el extranjero, se crea la décima filial denominada Centro Cultural Carlos Fuentes, en Quito, Ecuador. En febrero se inauguró con la colaboración del Gobierno del Estado de Michoacán y el H. Ayuntamiento de Apatzingán una librería dentro del Centro Cultural.
2016 Divide su sitio web creando otra página para la parte comercial conocida como «El Fondo en Línea» y mantiene la actual para la parte editorial.
2019 En enero, asume la dirección el escritor Paco Ignacio Taibo II.

## Directores del FCE
| Director general            | Periodo       |
| --------------------------- | ------------- |
| Daniel Cosío Villegas       | 1934-1948     |
| Arnaldo Orfila Reynal       | 1948-1965     |
| Salvador Azuela             | 1965-1970     |
| Antonio Carrillo Flores     | 1970-1972     |
| Francisco Javier Alejo      | 1972-1974     |
| Guillermo Ramírez Hernández | 1974-1976     |
| José Luis Martínez          | 1977-1982     |
| Jaime García Terrés         | 1982-1988     |
| Enrique González Pedrero    | 1988-1990     |
| Miguel de la Madrid Hurtado | 1990-2000     |
| Gonzalo Celorio             | 2000-2002     |
| Consuelo Sáizar Guerrero    | 2002-2009     |
| Joaquín Díez-Canedo Flores  | 2009-2012     |
| José Carreño Carlón         | 2013-2018     |
| Paco Ignacio Taibo II       | 2019-presente |

## Publicaciones del FCE

### Colecciones
El catálogo editorial del Fondo consta de más de 10 mil obras, de las cuales aproximadamente 5 mil están vigentes (es decir, se reimprimen o cuentan con existencias). Este acervo está organizado en más de 100 colecciones, entre las que destacan:
- A la Orilla del Viento está compuesta por breves relatos para niños, agrupados no por la edad sino por la capacidad lectora de este público: «Para los que están aprendiendo a leer», «Para los que empiezan a leer», «Para los que leen bien» y «Para los grandes lectores». Ahí se han publicado títulos como La peor señora del mundo de Francisco Hinojosa, El diario de un gato asesino de Anne Fine, Las golosinas secretas de Juan Villoro y Alguien en la ventana de M. B. Brozon. Existe la subserie «Los Especiales de A la Orilla del Viento», compuesta por álbumes ilustrados, en los que texto e imagen constituyen una rica unidad, dirigidos tanto a bebés como incluso a adultos; títulos señeros son Jumanji de Chris van Allsburg, El juego de las formas de Anthony Browne, Olivia de Ian Falconer y Nocturno. Recetario de sueños de Isol.
- A través del Espejo es una colección para quienes van dejando atrás los libros para niños y buscan otros espacios para mirar y habitar, a través del espejo de las palabras, con libros que invitan siempre a la reflexión sobre la condición humana. Destacan títulos como Lucas de Kevin Brooks, Fernanda y los mundos secretos de Ricardo Chávez Castañeda, La piel de Juliette de Tahereh Mafi y La bicicleta de Sumji de Amos Oz.
- Administración Pública incorpora lo más destacado de la reflexión sobre el concepto, alcances y dinámica de la administración pública, el estudio de las instituciones y organizaciones estatales, el análisis de los sistemas de gobierno y la administración gubernamental dentro de dimensiones comparativas. La colección busca un balance entre las obras de valor histórico perenne y los libros que mejor exponen los problemas del presente y del inmediato pasado. Resaltan obras como Principios de administración pública, de Charles-Jean Bonnin y Evidencia, argumentación y persuasión en la formulación de políticas, de Giandomenico Majone.
- Antropología agrupa obras fundamentales de la teoría antropológica en general y de la antropología americana en particular. Títulos importantes de la colección son El pueblo del sol de Alfonso Caso, Los hijos de Sánchez de Oscar Lewis, La rama dorada de James George Frazer y Antropología del cerebro de Roger Bartra.
- Archivos ofrece ediciones críticas de obras fundamentales de la literatura latinoamericana —en lengua española, francesa y portuguesa—, al cuidado de destacados especialistas y académicos. En este programa participaron institutos y organizaciones culturales de Argentina, Brasil, Costa Rica, España, Francia, Guatemala, Italia, México, Perú y Portugal, además de la Unesco. Algunos títulos sobresalientes son Hombres de maíz de Miguel Ángel Asturias, La pasión según G. H. / A paixão segundo G. H. de Clarice Lispector, Paradiso de José Lezama Lima, Rayuela de Julio Cortázar y Obra poética de Vicente Huidobro.
- Aula Atlántica, coordinada por Julio Ortega y dirigida sobre todo a estudiantes de literatura en español en Estados Unidos, agrupa textos fundamentales de las letras hispanoamericanas, tanto clásicos como contemporáneos, con prólogos y notas que ayudan a comprender y valorar las obras. Destacan Todos los fuegos el fuego de Julio Cortázar, Beatus ille de Antonio Muñoz Molina y Antología poética de Antonio Cisneros.
- Biblioteca Americana, concebida por Pedro Henríquez Ureña como el reservorio de las obras esenciales del continente, lo mismo en materia literaria que histórica, reúne cuidadas ediciones de autores prehispánicos, cronistas de Indias, escritores novohispanos, de la América independiente y aún del siglo XX. Destacan ahí Historia de las Indias de fray Bartolomé de las Casas, las Obras completas de sor Juana, Las corrientes literarias en la América hispánica del propio Henríquez Ureña y Guatemala. Las líneas de su mano de Luis Cardoza y Aragón. Cuenta con una subserie consagrada al México decimonónico: «Viajes al Siglo XIX», en la que han aparecido antologías generales como De Coyoacán a la Quinta Avenida de José Juan Tablada y La Revolución y la Fe de fray Servando Teresa de Mier.
- Biblioteca de la Salud surgió como el resultado de un convenio de coedición que celebraron la Secretaría de Salud y el Fondo de Cultura Económica con el fin de dar a conocer obras clásicas, manuales de apoyo y otros textos de carácter informativo sobre las ciencias médicas, odontológicas y de la salud; dirigidas tanto al especialista como a todo aquel relacionado o interesado en la procuración de la seguridad social. La colección consta de seis series: «Clásicos de la Salud»,«Lecturas», «Métodos», «Fronteras», «Formación e Información», y «Testimonios»; donde se han publicado títulos como Las bases de la seguridad social, de William H. Beveridge; Marihuana y salud, coordinado por Juan Ramón de la Fuente, o Vericuetos en la investigación y desarrollo de vacunas, de Guillermo Soberón y Jesús Kumate.
- Biblioteca Universitaria de Bolsillo, (también conocida como BUB, por sus siglas) presenta en formato de bolsillo obras para el público estudiantil, tanto de literatura y humanidades como de ciencia. Ejemplo de ello son El hombre que fue Jueves (Pesadilla) de G. K. Chesterton —traducido por Alfonso Reyes—, Santa de Federico Gamboa, La invención de América de Edmundo O’Gorman, Aforismos de Georg Christoph Lichtenberg en la versión de Juan Villoro y Consejos a un joven científico de Peter Brian Medawar.
- Breviarios, una de las colecciones más reconocidas de la casa, ofrece textos introductorios y estudios monográficos sobre una gran variedad de temas (hay siete series, identificadas por su color: arte, en magenta; literatura y estudios literarios, en naranja; historia, en verde claro; filosofía, en violeta; ciencias sociales, en azul; ciencia y tecnología, en amarillo, y economía, en verde oscuro). En 2014, al celebrar los 80 años del Fondo, se relanzó la colección con 80 títulos (70 reimpresiones y 10 novedades). Algunos de sus títulos más reconocidos son Historia de la literatura griega de C. M. Bowra, Historia de la locura en la época clásica de Michel Foucault, Cómo escuchar la música de Aaron Copland y La estructura de las revoluciones científicas de Thomas S. Kuhn.
- Centzontle  en alusión al “pájaro de mil voces”, símbolo de la diversidad artística y en particular literaria, esta serie presenta obras breves, «rescates», curiosidades, a veces libros «inventados» a partir de un prólogo extenso o la reunión de textos, tanto en el terreno de la literatura como de la historia y aun de la ciencia. Prueba de ello son Azúcar negra. El negro mexicano blanqueado o borrado de Carmen Boullosa, Cabaret Provenza de Luis Felipe Fabre, Alba y ocaso del Porfiriato de Luis González y González y Diez razones para ser científico de Ruy Pérez Tamayo.
- Ciencia, Tecnología, Sociedad, la colección más joven del área de ciencia se inició con el propósito de publicar obras —lo mismo escritas originalmente en español que traducidas de otros idiomas— pertinentes en el ámbito iberoamericano para servir de apoyo a la docencia y a la investigación, así como a la extensión y la educación continua, con el objetivo último de promover la reflexión profunda sobre la relación que la ciencia y la tecnología mantienen con la sociedad. En ella se incluyen obras como Práctica y ética de la eutanasia, de Asunción Álvarez del Río; Del hombre como conejillo de Indias. El derecho a experimentar en seres humanos, Philippe Amiel, y La ciencia y la tecnología en la sociedad del conocimiento. Ética, política y epistemología, de León Olivé.
- Ciencia y Tecnología abarca todos los campos tradicionales de las ciencias naturales: biología, física, química, astronomía, medicina, matemáticas y, más recientemente, ecología; también incluye libros representativos de las revoluciones científicas contemporáneas: neurobiología, informática, cibernética y genómica. Ejemplos de lo publicado en esta serie son La mente nueva del emperador de Roger Penrose, ¿Qué son las matemáticas? Conceptos y métodos fundamentales de Richard Courant y Herbert Robbins y 29 conceptos clave para disfrutar la ciencia de Pierre Léna, Yves Quéré y Béatrice Salviat.
- Colección Popular, lanzada en septiembre de 1959, como parte de los festejos por el 25 aniversario del Fondo, presenta en formato de bolsillo obras que han sido entusiastamente recibidas por el público o que, con grandes tirajes, buscan alcanzar al mayor número posible de lectores. Ahí se han publicado clásicos como El laberinto de la soledad de Octavio Paz, Los de abajo de Mariano Azuela, El diosero de Francisco Rojas González, el Popol Vuh, Los condenados de la tierra de Frantz Fanon, Las enseñanzas de don Juan de Carlos Castaneda y El cuento hispanoamericano de Seymour Menton.
- Colección Popular Novela Gráfica, creada en 2021 para rescatar y divulgar algunas de las grandes obras de la novela gráfica internacional.
- Comunicación, fue creada en 2014 con el objetivo es ofrecer títulos clásicos y obras que difundan los avances más importantes sobre la comunicación desde muy diversas perspectivas y desde las diferentes áreas que la abordan, así como textos generales que permitan a un público amplio comprender los fenómenos comunicativos, para favorecer así el fortalecimiento de un campo profesional de incuestionable relevancia en la esfera pública nacional y global de hoy. Incluye textos teóricos como Hablar al aire. Una historia de la idea de comunicación, de John Durham Peters; manuales como La comunicación y los medios. Metodologías de investigación cualitativa y cuantitativa, de Klaus Bruhn Jensen y estudios de caso como “Muy buenas noches”. México, la televisión y la Guerra Fría, de Celeste González de Bustamante. Esta serie busca contribuir al diálogo que se da entre los diversos centros de producción de conocimiento e incorporarse a los debates para satisfacer las necesidades académicas de estudiantes, estudiosos y practicantes de esta actividad multidisciplinaria.
- Economía, serie fundacional del Fondo, ha ofrecido desde la primera hora una combinación de clásicos de la disciplina y textos de vanguardia. Son dignos de mención títulos como Investigación sobre la naturaleza y causas de la riqueza de las naciones de Adam Smith, los tres tomos de El capital de Karl Marx, Teoría general de la ocupación, el interés y el dinero de John Maynard Keynes y El capital en el siglo XXI de Thomas Piketty.
- Ediciones Científicas Universitarias, concebida originalmente como una colaboración entre el Fondo de Cultura Económica y la Universidad Nacional Autónoma de México, ofrece a los profesores y estudiantes universitarios cursos generales y obras especializadas en las distintas disciplinas científicas que sirvan de apoyo a la formación académica en el aula y en el laboratorio. La colección alberga dos series: Texto Científico Universitario, y Horizontes y Paradigmas en Ciencia y Tecnología, entre cuyos títulos se pueden encontrar Introducción a la mecánica cuántica, de Luis de la Peña; Árboles tropicales de México. Manual para la identificación de las principales especies, de T. D. Pennington y José Sarukhán, y Astronomía básica, de José Antonio García Barreto.
- Educación y Pedagogía, con obras como Las pedagogías del conocimiento de Louis Not y Enseñanza y filosofía de Fernando Salmerón, esta colección tuvo en un comienzo un marcado perfil filosófico, aunque luego se ha encaminado a cubrir temáticas que apoyen la labor del docente en el aula, con títulos como Una pedagogía de la integración. Competencias e integración de los conocimientos en la enseñanza de Xavier Roegiers, y a difundir las investigaciones que analizan, entre otros aspectos, las políticas, las instituciones y el financiamiento de la educación; un ejemplo: El sistema educativo mexicano de Carlos Ornelas.
- Espacios para la Lectura tiende un puente entre el campo pedagógico y la investigación multidisciplinaria actual en materia de cultura escrita, para que maestros y otros profesionales dedicados a la formación de lectores perciban las implicaciones de su tarea en el tejido social. Algunas notables obras de esta serie son Lectura de imágenes. Los niños interpretan textos visuales de Evelyn Arizpe y Morag Styles, Andar entre libros. La lectura literaria en la escuela de Teresa Colomer y Los libros que hacen crecer a los niños de Jöelle Turin.
- Espectrográfica, destinada a acercar obras narrativas en formato gráfico a niños y jóvenes. Fue iniciada en 2023 con tres niveles lectores: amarillo, verde y rojo. A espejo de su hermana mayor Popular Novela Gráfica, presenta tanto obras originales sin previa publicación en la editorial, así como adaptaciones a cómic de obras ya clásicas en el FCE. Un ejemplo claro de este segundo grupo es Bonícula.
- Filosofía, ésta fue una de las primeras disciplinas que contó con una colección propia dentro del catálogo del Fondo de Cultura Económica, y hasta la fecha es una de las más constantes e importantes de su catálogo, con una mezcla de clásicos y textos de vanguardia, e incluso textos con fines pedagógicos, como Ensayo sobre el entendimiento humano de John Locke, Fenomenología del espíritu de G. W. F. Hegel, El ser y el tiempo de Martin Heidegger, Teoría de la justicia de John Rawls y La escuela de Fráncfort de Rolf Wiggershaus.
- Historia, una de las colecciones más antiguas del Fondo, ofrece documentos de valor histórico, usualmente con estudios analíticos y notas, e investigaciones de alto nivel, tanto de historia universal como de historia de México y América Latina. Las pastas de estos libros se imprimen, desde sus inicios, con un característico color negro. Sobresalen aquí Erasmo y España de Marcel Bataillon, El Mediterráneo y el mundo mediterráneo en la época de Felipe II (en dos tomos) de Fernand Braudel, La otra rebelión. La lucha por la independencia de México, 1810-1821 de Eric Van Young, Pueblo en vilo de Luis González y González, Orbe indiano. De la monarquía católica a la república criolla, 1492-1867 de David A. Brading y La gran matanza de gatos y otros episodios en la historia de la cultura francesa de Robert Darnton.
- La Ciencia para Todos, llamada en sus orígenes La Ciencia desde México, está compuesta por textos de divulgación científica escritos principalmente por investigadores en activos, expertos en temas tan diversos como la mecánica cuántica y la medicina, el álgebra y la química orgánica, el mar y la evolución. Es la serie de divulgación científica en lengua española con más títulos (237 a noviembre de 2014). Obras características son El enamoramiento y el mal de amores de Alberto Orlandini, Un Universo en expansión de Luis Felipe Rodríguez, Las musas de Darwin de José Sarukhán y Acerca de Minerva de Ruy Pérez Tamayo.
- Lengua y Estudios Literarios, fundada por Raimundo Lida, reúne obras que abordan las diversas facetas de la literatura y el lenguaje, procurando un equilibrio entre filología, lingüística, historia de la literatura y crítica tanto clásica como contemporánea. Entre sus títulos pueden mencionarse Los 1001 años de la lengua española de Antonio Alatorre, El arco y la lira de Octavio Paz, Mimesis de Erich Auerbach y la ambiciosísima Sintaxis histórica de la lengua española dirigida por Concepción Company Company.
- Letras Mexicanas difunde la creación literaria de México. En esta colección se publicaron por primera vez algunos de los libros más influyentes de la literatura de ese país, como El llano en llamas de Juan Rulfo y La región más transparente de Carlos Fuentes. Libros aparecidos con otros sellos editoriales han encontrado cobijo aquí, como Farabeuf de Salvador Elizondo y Noticias del Imperio de Fernando del Paso. A esta colección también pertenecen las obras completas de Alfonso Reyes y Octavio Paz.
- Libros sobre Libros ofrece a los profesionales del libro herramientas prácticas para la diaria ejecución de sus labores y reflexiones sobre los alcances y limitaciones de su quehacer. Entre sus títulos más socorridos por el público están el clásico La aparición del libro de Lucien Febvre y Henri-Jean Martin, la nueva edición de El libro y sus orillas de Roberto Zavala Ruiz, Los elementos del estilo tipográfico de Robert Bringhurst y Vender el alma. El oficio de librero de Romano Montroni.
- Los Primerísimos, colección de narrativa conformada por libros ilustrados para los niños que empiezan a leer solos o acompañados, con textos breves e imaginativas historias para descubrir y comprender el mundo. Está pensada para estimular las primeras etapas del desarrollo lector con sugerentes propuestas gráficas y literarias. Ejemplos de ello son Regalo sorpresa de Isol y El rabo de Paco de Triunfo Arciniegas y Óscar Soacha.
- Poesía, colección que, desde 2007, reúne prácticamente todos los poemarios que llevan el sello del Fondo; hay ahí desde clásicos contemporáneos como una edición conmemorativa de Palabras en reposo de Alí Chumacero, la Poesía reunida de Víctor Sandoval y una Antología poética de Jaime Sabines, hasta la producción reciente de poetas de América Latina: La primera oscuridad de Óscar Hahn, Gladis Monogatari de Víctor Sosa y Te diría que fuéramos al río Bravo a llorar pero debes saber que ya no hay río ni llanto de Jorge Humberto Chávez.
- Política y Derecho, como otras series, aquí se ofrecen lo mismo clásicos que textos de creación reciente en ciencias políticas, teoría de derecho y relaciones internacionales, como Ensayo sobre el gobierno civil de John Locke, Leviatán: o la materia, forma y poder de una república eclesiástica y civil de Thomas Hobbes o Filosofía política de la conquista de Silvio Zavala.
- Psicología, Psiquiatría y Psicoanálisis, dirigida inicialmente por el célebre psicoanalista de origen vienés Erich Fromm, esta colección ha difundido las teorías más influyentes en el campo de la conducta y la personalidad, desde el psicoanálisis y la amplia gama de escuelas que lo acompañan —incluso la antipsiquiatría— hasta las obras dedicadas al estudio de la inteligencia humana o las de carácter nosográfico. Reúne a autores de la talla de Jung, Adler, Frankl, De la Fuente y el propio Fromm, con obras como El cerebro soñador de J. Allan Hobson, Historia de los síntomas mentales de Germán E. Berrios y Estructuras de la mente. La teoría de las inteligencias múltiples de Howard Gardner.
- Sociología' en la colección de sociología del FCE se han publicado las traducciones de clásicos como Economía y sociedad de Max Weber, Primeros ensayos de Augusto Comte, Ideología y utopía de Karl Mannheim, El hombre y lo sagrado de Roger Caillois y Las formas elementales de la vida religiosa de Émile Durkheim.
- Tezontle, primera colección de literatura del FCE, en sus orígenes iba a llamarse Centzontle (el pájaro de las mil voces), pero un error de comunicación introdujo una afortunada errata que habría de perpetuarse. Con el paso del tiempo, en esa serie han aparecido muchas obras profusamente ilustradas; funciona como “la colección para los libros que no tienen colección”. Recientes ejemplos notables son la más reciente edición de Arquitectura mexicana del siglo XVI de George Kubler, Arquitectura: pensamiento y creación de Fernando González Gortázar, y las numerosas iconografías de personajes como Alfonso Reyes, Luis Buñuel, Daniel Cosío Villegas, Efraín Huerta y José Revueltas.
- Tierra Firme, pensada en un inicio como la contraparte contemporánea, humanística y científica de la Biblioteca Americana, la colección Tierra Firme publica obras de todos los géneros ―novela, cuento, poesía, teatro, ensayo, crítica― de y sobre destacados autores que, por su origen, no tendrían cabida en Letras Mexicanas. La colección también agrupa las expresiones literarias de calidad que aportan al catálogo las filiales del fce, alentadas por su espíritu de difusión cultural a lo largo y ancho del mundo de habla hispana.
- Vida y Pensamiento de México cumple con la misión de dar cuenta acreditada de las transformaciones históricas y culturales del país. Rasgo diferencial de esta serie es la inclusión de testimonios irrecusables de artistas, dirigentes e intelectuales. Se trata de una serie donde la biografía, la crítica, la crónica, el epistolario y la memoria se combinan para levantar una galería de las personalidades, los movimientos y las instituciones que han forjado el México contemporáneo.
- Vientos del Pueblo, lanzada en 2019 poco después de la llegada de Taibo II a la dirección del Fondo y presentada en una conferencia matutina por el presidente Andrés Manuel López Obrador. Está pensada para llevar la lectura a todos los rincones del país y de las regiones hispanohablantes a un precio muy accesible. La conforman textos breves que tienen un costo de entre 9 y 20 pesos mexicanos. Esta colección oficialmente no está numerada, pero para efecto de contabilizar sus títulos pertenecientes se numerarán por orden cronológico.
- Umbrales, dirigida por Claudio Lomnitiz y Fernando Escalante Gonzalbo, ofrece textos de vanguardia en antropología, sociología y política. En breves volúmenes en formato de bolsillo, presenta a estudiantes y estudiosos una selección de artículos o capítulos de libros de un solo autor —casi siempre inédito o muy poco conocido en español— o sobre un solo tema, en el ánimo de introducir discusiones que en otros orbes lingüísticos estén muy vivas. Ejemplos de la serie son Estados débiles, Estados fuertes de Joel S. Migdal, Política de la pertenencia: Brujería, autoctonía e intimidad de Peter Geschiere y Antropología del Estado de Philip Abrams, Akhil Gupta y Timothy Mitchell.

### Publicaciones periódicas
El Fondo edita tres publicaciones periódicas:
- El Trimestre Económico: antecedente inmediato del propio Fondo, esta revista comenzó ofreciendo traducciones de artículos publicados en los principales journals del mundo anglosajón y poco a poco fue incluyendo investigación original de académicos y funcionarios públicos de México y América Latina.
- La Gaceta: fundada por Arnaldo Orfila Reynal cuando el Fondo cumplía 20 años, es una revista mensual que busca ofrecer a los lectores materiales de lectura relacionados con los libros del FCE: adelantos, reseñas, artículos, poemas y fragmentos de obras ya publicadas. Cuando la dirigió, Jaime García Terrés le dio una sobresaliente proyección literaria e internacional. En 1987 ganó el Premio Nacional de Periodismo de México. Hoy puede leerse en línea (como PDF) y descargarse para tabletas iOS y Android.
- Diánoia: revista de filosofía, arbitrada, publicada desde 1955 por el Instituto de Investigaciones Filosóficas de la UNAM y por el FCE, con el propósito de promover, articular y diseminar la producción filosófica original de alto nivel en lengua española. Hasta 2001 su periodicidad fue anual; desde entonces es semestral.

### Publicaciones electrónicas
El Fondo cuenta con cuatro tipos de publicaciones electrónicas:
- Ediciones de sus libros en formato ePub y similares, con hasta mil 300 títulos disponibles en los principales canales comerciales, como Amazon, iBooks, GooglePlay, Barnes & Noble, Snowfall, Todoebook y su propio sitio electrónico.
- Libros interactivos, tanto apps como ePub; entre ellas pueden mencionarse Es así de Paloma Valdivia.
- Apps para tabletas, tanto las que usan el sistema iOS como las que corren bajo Android; aquí están Animalario universal del profesor Revillod, Archivo abierto: 80 años del FCE, La Gaceta y una versión de Minucias del lenguaje de José Moreno de Alba.
- Sitios electrónicos; aquí se incluye una versión de Minucias del lenguaje de Moreno de Alba, otra de La Gaceta y se prepara la publicación, en conformidad con el estándar OJS, de El Trimestre Económico.

### Concursos
El Fondo organiza cinco certámenes:
- El Concurso de Álbum Ilustrado A la Orilla del Viento, que busca fomentar el desarrollo de la creación literaria y plástica para niños y jóvenes mediante la premiación a una obra ilustrada inédita cuyas imágenes narren una historia. Además de un nutrido pago como adelanto de regalías, el premio consiste en la publicación dentro de Los Especiales A la Orilla del Viento. La convocatoria es anual.
- El Premio Hispanoamericano de Poesía para Niños, cuyo propósito es alentar en los niños el aprecio por la poesía. Junto con la Fundación para las Letras Mexicanas se convoca a escritores de todas las latitudes. El libro ganador se publica y se entrega un premio en metálico. La convocatoria es anual.
- El Concurso Leamos La Ciencia para Todos, que busca fomentar el hábito de la lectura y la escritura de textos no literarios. Se invita a estudiantes de entre 12 y 25 años a escribir un texto, cuyo género y extensión dependen de la edad del concursante, en torno a una obra de la colección La Ciencia para Todos. La convocatoria es bienal.
- El Premio Internacional de Divulgación de la Ciencia Ruy Pérez Tamayo. La convocatoria es bienal.
- El Concurso Iberoamericano de Ensayo para Jóvenes cuyo propósito es promover el gusto por la lectura mediante la redacción de textos sobre la obra de grandes escritores iberoamericanos. Participan jóvenes entre 18 y 25 años de México y de los 10 países en donde el grupo Fondo tiene presencia. Además del premio monetario, el ensayo ganador se publica en La Gaceta. La convocatoria es anual.

## Sedes del FCE

### Casa Matriz

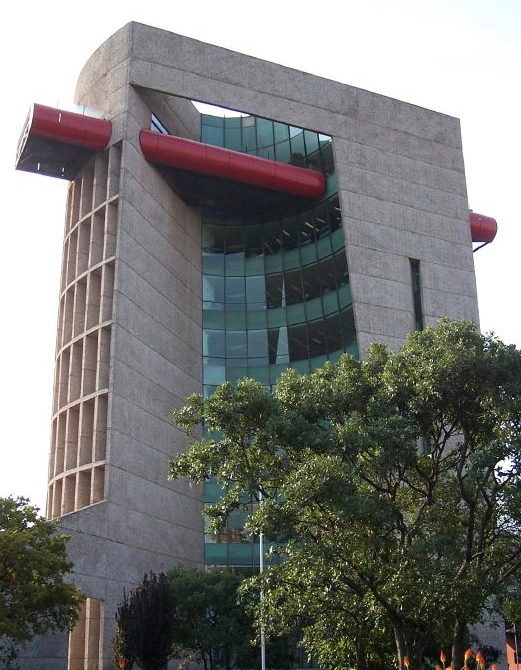
Casa Matriz del FCE.

El 4 de septiembre de 1992, el entonces director del Fondo, Miguel de la Madrid Hurtado, inauguró las instalaciones de la editorial en Carretera Picacho-Ajusco 227, en Ciudad de México. Rodeadas de jardines, las instalaciones albergan —además de las oficinas— la Unidad Cultural Jesús Silva Herzog, la Biblioteca Gonzalo Robles, que resguarda la creciente historia editorial de la casa, y la librería Alfonso Reyes.

## Librerías del FCE
El Fondo cuenta con 37 librerías, 27 en México y 10 en el resto del mundo de habla hispana, donde vende y distribuye los libros de su propio catálogo y también de otras editoriales (entre paréntesis se indica el año de apertura).
| Predecesor: Horacio Sáenz Guerrero | 9º Premio Príncipe de Asturias de Comunicación y Humanidades compartido con Pedro Laín Entralgo 1989 | Sucesora: Universidad Centroamericana "José Simeón Cañas" |